# لازارو کاردناس
لازارو کاردناس دل ریو (اسپانیایی: Lázaro Cárdenas‎؛ تلفظ اسپانیایی: [ˈlasaɾo ˈkaɾðenas] ()؛ زاده ۲۱ مهٔ ۱۸۹۵ – درگذشته ۱۹ اکتبر ۱۹۷۰) یک ژنرال در ارتش مشروطه طی انقلاب مکزیک و یک سیاستمدار اهل مکزیک بود که به عنوان رئیس‌جمهور مکزیک بین سال‌های ۱۹۳۴ و ۱۹۴۰ خدمت کرد.
او بیشتر برای ملی شدن صنعت نفت مکزیک در سال ۱۹۳۸ و ایجاد شرکت نفت دولتی پمکس شناخته شده است. او همچنین به احیای دوباره اصلاحات ارضی در مکزیک و سلب مالکیت از ملاکان بزرگ و توزیع زمین‌ها به تعاونی‌ها پرداخت.